# Comuna Starchiojd, Prahova
Starchiojd (denumită în trecut și Chiojdu Mare și Star-Chiojdu) este o comună în județul Prahova, Muntenia, România, formată din satele Brădet, Gresia, Rotarea, Starchiojd (reședința), Valea Anei și Zmeuret.

## Așezare
Comuna se află în nord-estul județului, la limita cu județul Buzău, în valea Bâscăi Chiojdului, fiind astfel una din puținele comune prahovene aflate în afara bazinului hidrografic al Ialomiței. Starchiojd este centrul unei subregiuni etnografice a Munteniei, caracterizată prin particularități ale arhitecturii caselor de munte.
Comuna este deservită de șoseaua județeană DJ102L, care o leagă spre sud-vest de Bătrâni și Posești și spre sud-est în județul Buzău de Chiojdu, Cătina și Calvini.

## Demografie
Componența etnică a comunei Starchiojd
     Români (89,72%)
     Alte etnii (10,28%)
Componența confesională a comunei Starchiojd
     Ortodocși (88,48%)
     Alte religii (1,27%)
     Necunoscută (10,25%)
Conform recensământului efectuat în 2021, populația comunei Starchiojd se ridică la 3.299 de locuitori, în scădere față de recensământul anterior din 2011, când fuseseră înregistrați 3.770 de locuitori. Majoritatea locuitorilor sunt români (89,72%). Din punct de vedere confesional, majoritatea locuitorilor sunt ortodocși (88,48%), iar pentru 10,25% nu se cunoaște apartenența confesională.

## Politică și administrație
Comuna Starchiojd este administrată de un primar și un consiliu local compus din 13 consilieri. Primarul, Nicolae Brînzea[*], de la Partidul Național Liberal, este în funcție din 1 noiembrie 2024. Începând cu alegerile locale din 2024, consiliul local are următoarea componență pe partide politice:
|  | Partid                          | Consilieri | Componența Consiliului | Componența Consiliului | Componența Consiliului | Componența Consiliului | Componența Consiliului | Componența Consiliului |
|  | ------------------------------- | ---------- | ---------------------- | ---------------------- | ---------------------- | ---------------------- | ---------------------- | ---------------------- |
|  | Partidul Național Liberal       | 6          |                        |                        |                        |                        |                        |                        |
|  | Partidul Social Democrat        | 4          |                        |                        |                        |                        |                        |                        |
|  | Alianța pentru Unirea Românilor | 2          |                        |                        |                        |                        |                        |                        |
|  | Partidul Mișcarea Populară      | 1          |                        |                        |                        |                        |                        |                        |

## Istorie
Unii dintre moșneni de aici s-au despărțit la un moment neprecizat din istoria Țării Românești și au întemeiat sat nou pe Bâsca: Chiojdu Mic. Cert este că, în prima jumătate a secolului al XVI-lea, cele două sate erau despărțite, aceasta rezultând din actul din 1548, păstrat în regest și, mai ales, din actul din 21 august 1562, care hotărnicește o parte din moșia Chiojdului de pe Bâsca. Acest ultim document menționează punctele de reper ale hotărniciei din 1562, care există și în prezent: Rotarea, Valea Teiului, Benia, Curmătura Cranei, Lacul fără Fund, Siriul, Obârșia Păcuriței, Piatra Lerei, apa Bârsei etc.
Conform hărții Țării Românești întocmită de stolnicul Constantin Cantacuzino în anul 1700 întreaga vale a Bâscei făcea parte din județul Săcuieni.
La sfârșitul secolului al XIX-lea, comuna avea exact aceeași compoziție ca și în prezent, se afla în plaiul Teleajen din județul Prahova și avea 3307 locuitori, care se ocupau preponderent cu agricultura, exploatarea lemnului, fabricarea țuicii și creșterea vitelor, vânzându-și produsele în principal la Ploiești, dar și la Mizil, Urlați și Văleni. Comuna avea o școală înființată în 1838 și 5 biserici ortodoxe — 3 în satul de reședință, una la Valea Anei și una în Rotarea. De asemenea, funcționau 4 mori și 2 fierăstraie de apă (unul pe râul Bâsca cu Cale și altul pe Siriul Mare). În 1925, populația comunei era de 4476 de locuitori, ea fiind arondată plășii Teleajen. În 1950, comuna a fost arondată raionului Teleajen din regiunea Prahova și apoi, din 1952, din regiunea Ploiești. La reînființarea județului Prahova în 1968, a revenit la acesta, fiindu-i atunci arondat și satele Bătrâni și Poiana Mare, din comuna Bătrâni, desființată. În 2005, cele două sate s-au separat din nou de comună, reînființându-se comuna Bătrâni.

## Legendă
Cu privire la modul de formare a acestei vechi așezări românești, există și o legendă, și anume: cu sute de ani în urmă, pe vatra actualei așezări Bătrâni, ar fi existat doi moșnegi, care aveau doi băieți și două fete. Împrejurimile fiind întinse, ei și-ar fi ridicat aici sălaș, punând stăpânire pe pământ. Copiii crescând, și-au făcut și ei gospodăria lor pe Valea Chiojdului, cel mare creând satul Chiojdu Mare, iar cel mic satul Chiojdul Mic. Fiicei Ana, părinții i-au dat în stăpânire moșia care astăzi poartă numele de Valea Anei, adică satul actual, iar pe o alta au înzestrat-o cu satul (comuna de azi) numit Chiojdeanca. Mai târziu, unii din urmașii acestor chiojdeni au migrat, instalându-se pe cursul superior al râului Râmnicul Sărat, unde au înființat satul Chiojdeni. În Chiojdeanca, s-au născut Andrei Rădulescu (1880-1959), jurist și Eugen Simion (n. 25 mai 1933), critic și istoric literar, președinti ai Academiei Române.

## Monumente istorice

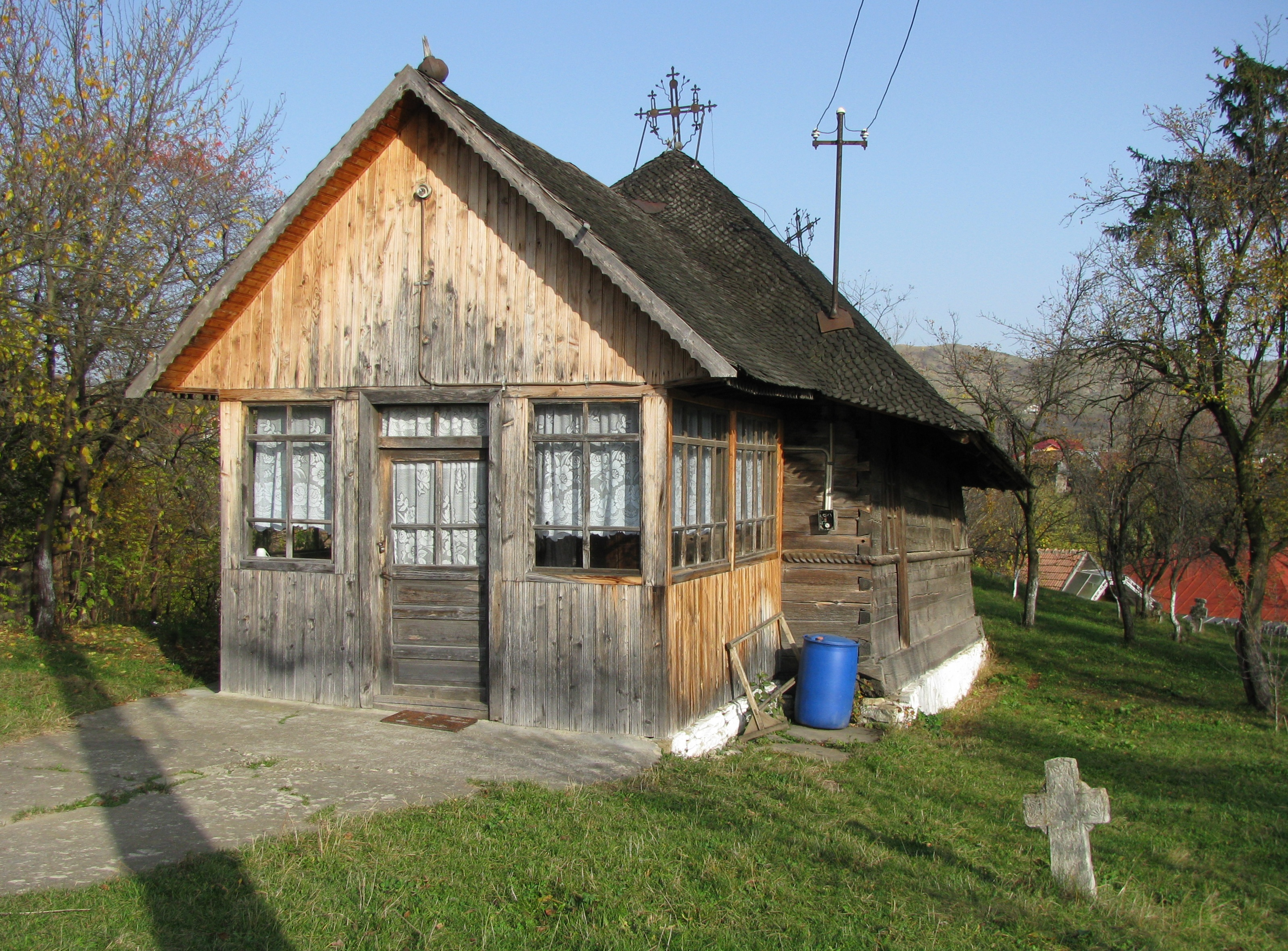
Biserica de lemn Gârbeasca din Starchiojd

În comuna Starchiojd se află două monumente istorice de arhitectură de interes național: Biserica de lemn „Cuvioasa Paraschiva”-Gârbească (1780) și ruinele casei Cheșca-Pantazi (secolul al XVIII-lea), ambele din satul Starchiojd. Tot de interes național este și monumentul memorial sau funerar reprezentat de crucea de pomenire din piatră din incinta bisericii „Sfântul Nicolae” din același sat, cruce datând din 1698–1699.
În rest, alte douăzeci și trei de obiective din comună sunt incluse în lista monumentelor istorice din județul Prahova ca monumente de interes local. Două dintre ele sunt situri arheologice, ambele în zona satului Starchiojd — situl de la „Șuguleasca”, unde s-au găsit urme de așezări din secolele al II-lea–al III-lea e.n. și din secolul al IV-lea e.n.; și așezarea din secolele al V-lea–al VII-lea de „la crucea lui Benea”. Alte nouăsprezece sunt monumente de arhitectură — două ansambluri rurale (mijlocul secolului al XVIII-lea–începutul secolului al XX-lea), Biserica de lemn „Sfântul Nicolae”-Vechi (secolul al XVIII-lea, reconstruită în 1980–1982), casele Toma Zăhărăchescu, Eleonora Stan, Constantin Gârbea, Dudică, Maria Mihalache, Haralambie Lupescu (începutul secolului al XX-lea), Tache Zăhărăchescu (1915), Octavian Zăhărăchescu (1927), Dumitru N. Fofircă (sfârșitul secolului al XIX-lea), Ion Diaconu, Fănică Gârbea (sfârșitul secolului al XIX-lea–începutul secolului al XX-lea), Ecaterina Nicolae-Sofia Gârbea (sfârșitul secolului al XIX-lea, refăcută în 1926), Maria Diaconu-Costache Ivănescu (1931), Toma Frigea (sfârșitul secolului al XVIII-lea), toate din satul Starchiojd, și casele Dumitru Biță (sfârșitul secolului al XIX-lea) și Victoria Nedelcu (începutul secolului al XX-lea) din satul Valea Anei. Celelalte două, clasificate ca monumente memoriale sau funerare, sunt două cruci de pomenire din piatră din satul Starchiojd, una din 1781 aflată în fața bisericii „Cuvioasa Paraschiva”, și alta din 1797 aflată pe proprietatea lui Roger Stănescu la intrarea în sat în dreptul drumului spre Valea Anei.